# Црква Рођења Пресвете Богородице на Малом Граду
Црква Рођења Пресвете Богородице на Малом граду или Богородична црква (алб. Kisha e Shën Mërisë Maligrad) је православна црква на острву Мали Град, у албанском делу Преспанског језера. Подигао је српски племић и кесар Новак Мрасоровић. Црква је проглашена за споменик културе Албаније.
Црква има фреске и грчке натписе који датирају из 1369. Постоје фреске које приказују породицу српског кесара Новака Мрасоровића и његову супругу Калију.
Подигнута је на југоисточној страни острва, у једном великом природном усеку у виду пећине. Црква је више од једног столећа позната медиевистичкој науци, посебно откако је крајем 19. века руски научник Павел Микуков први описао њене фреске и објавио историјске натписе исписане на њима. При том се највише задржао на живопису западне фасаде и портретима ктитора покушавајући и да прецизније утврди идентитет кесара Новака. Поред тога, Микуков даје и детаљан опис фресака с почетка 17 столећа (1607), Страшног суда на западној фасади цркве и композиције Рођења Богородице, која је насликана у лунете изнад западних врата.